# Скулптура „Уморни борац”
Бронзана Скулптура „Уморни борац” се налази на Калмегдану, у близини Уметничког павиљона „Цвијета Зузорић”.

## Основне информације
Скулптура "Уморни борац" урађена је у бронзи и настала је 1935. године на основу мермерног оригинала Томе Росандића који се чува у Народном музеју у Београду.

### Тома Росандић
Тома Росандић рођен је 1878. године у Сплиту као Томазо Винченцо. У Београд се доселио 1921. године. Био је професор Уметничке школе у Београду, и један од оснивача и први ректор Уметничке академије и редовни члан Српске академије наука. 
Од 1929. године живео је и стварао у улици Љубе Јовановића 3 на Сењаку. За свога живота завештао је легат Београду, у коме се од 1963. године налази Музеј Томе Росандића са аутентичним намештајем и личним документима; сада у веома лошем стању, па је реконструкција неопходна.

### Ђузепе Пино Граси
Ђузепе Пино Граси (Сплит, 1901 — 1962) је чувени југословенски вајар и клесар италијанског порекла. Због његовог клесарског умећа назван је ’’чаробњак за обраду камена”. Пино је у Београд први пут дошао 1924, позвао га је Тома Росандић да у камену изради скулптуру „Уморни борац”, ону чији се одливак налази на Калемегдану а мермерни оригинал у Народном музеју. Поред других радова, најпознатије су каријатиде на Споменику Незнаном јунаку на Авали – Македонка, Далматинка и Српкиња, по нацрту Ивана Мештровића.